# François-César de Moreton de Chabrillan
Pour les autres membres de la famille, voir Guigues de Moreton de Chabrillan.
François-César de Moreton, marquis de Chabrillan, est un général français né le 22 août 1701 à Montélimar, où il est mort le 27 septembre 1776.
Colonel de cavalerie, il se distingue à la tête de son régiment à la bataille de Fontenoy où son action est célébrée par Voltaire, puis à la bataille de Rocourt. Il devient maréchal de camp en 1748.

## Biographie

Armes des Chabrillan.

François-César de Moreton de Chabrillan est le fils d'Antoine de Moreton de Chabrillan, marquis de Chabrillan, lieutenant du roi en Dauphiné, et d'Antoinette de Groslée de Virville,.
Il sert d'abord dans les Mousquetaires du roi à partir de 1717,.

### Officier de cavalerie
Il est capitaine réformé de cavalerie en 1719 au régiment du Roi-Cavalerie et fait la campagne d'Espagne ; il passe ensuite au régiment de Turenne cavalerie.
En 1722, il est capitaine titulaire et prend le commandement d'une compagnie au régiment de Grammont cavalerie et sert au camp de la Sambre en 1727. Il obtient par ailleurs en décembre 1727 la lieutenance du château de Saint-André de Villeneuve-lès-Avignon,.
Il participe à la guerre de Succession de Pologne, prend part en 1733 au siège victorieux de Kehl, à l'attaque des lignes d'Ettlingen, au siège de Philippsbourg en 1734, au combat de Clausen en 1735.

### Colonel puis général
Chabrillan est nommé mestre de camp du régiment de La Tour cavalerie, et lui donne son nom, sur commission en 1738,. 

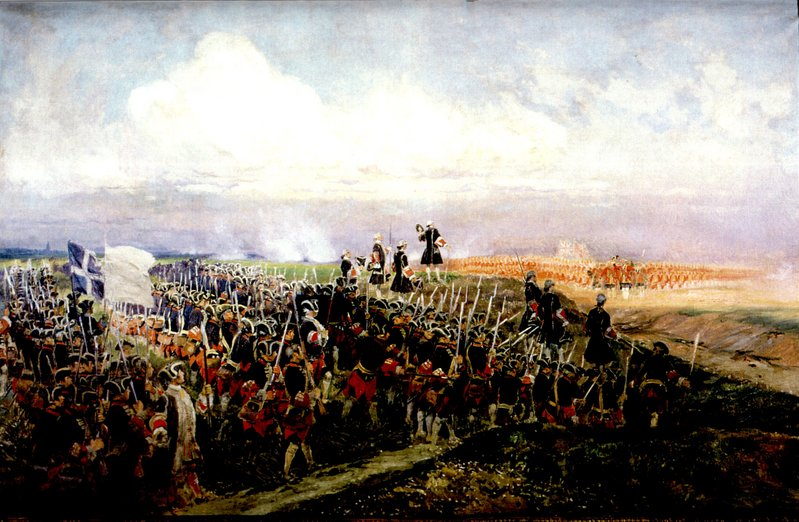
Chabrillan s'illustre à Fontenoy ; Voltaire loue sa bravoure.

Il est à la tête de ce régiment lors de la guerre de Succession d'Autriche (1740-1748), et participe en 1741 à la prise de Prague, au combat de Sahay, à la défense de Prague et à son évacuation en 1742, à la Bataille de Dettingen en 1743. Il participe à la couverture des sièges de Menin, d'Ypres et de Furnes en 1744.
Il combat « avec une grande bravoure » à la bataille de Fontenoy en 1745. Voltaire rappelle la part qu'y a prise Chabrillan dans deux vers de son Poème de Fontenoy :
« Guerriers, que Chabrillan avec Brancas rallie,

Que d'Anglais immolés vont payer votre vie ! »
— Voltaire, Poème de Fontenoy.
Chabrillan est ensuite au siège et à la prise de Tournai, puis à ceux d'Oudenarde, de Dendermonde et d'Ath. Le 1er mars 1745 il est nommé brigadier des armées du roi,. 
En 1746, il est d'abord dans l'armée du prince de Conti, puis rejoint l'armée du roi et prend part au siège de Mons et à la bataille de Rocoux, avec le maréchal de Saxe. En 1747 et 1748, il sert sur les côtes d'Aunis et du Poitou. Ses « longs et honorables services » sont récompensés par le grade de maréchal de camp en 1748. Il quitte alors le service. Il est chevalier de Saint-Louis,.
Il meurt à Montélimar en 1776 et est inhumé dans l'église des Récollets.

### Famille

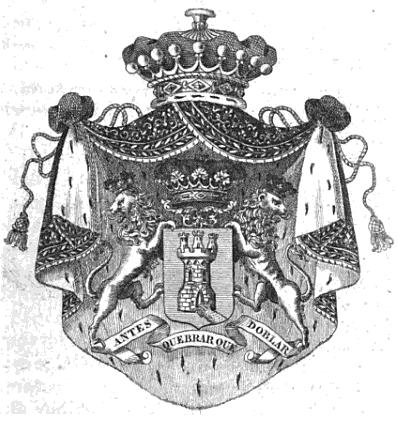
Armoiries des Moreton de Chabrillan (sous la Restauration)

François-César de Chabrillan est issu de la branche aînée des Guigues de Moreton de Chabrillan, titrée marquis de Chabrillan par Louis XIV.
Il épouse en 1729 Marie-Charlotte de La Fare (morte en 1730), fille de François, marquis de la Fare, gouverneur d'Agde, et de Marie de la Fare-Laugère, et sœur du maréchal de France Philippe-Charles de La Fare. 
Il se remarie en 1738 à Carpentras avec Marie-Catherine-Louise d'Astuaud de Murs (morte en 1755), fille de Jean-Baptiste-François d'Astuaud, marquis de Murs, et d'Eléonore de Castagnères de Châteauneuf, fille de Pierre-Antoine de Châteauneuf.
Ils ont notamment comme enfants, :
- Louise-Catherine de Moreton de Chabrillan (1741-1829), qui épouse Flodoard Eléonore, comte de Bally.
- Françoise de Moreton de Chabrillan (1742-1812), qui épouse Camille de Serre-Saulnier, marquis de Gras, grand-bailli d'épée du Vivarais.
- Joseph-Dominique de Moreton, marquis de Chabrillan (1744-1793), maréchal de camp, général de brigade, qui épouse Innocente Aglaé du Plessis de Richelieu ; ils sont les parents du député Hippolyte-César de Chabrillan.
- Jacqueline de Moreton de Chabrillan (1748-1809), qui épouse Pierre-Paul-Antoine de Gras, marquis de Preigne.
- Françoise (de même prénom que sa sœur) de Moreton de Chabrillan (1749-1825), qui épouse Louis-Angélique Marie de Remigny, marquis de Joux.

## Sources bibliographiques
- « Moreton-Chabrillan, François-César », dans Adolphe Rochas, Biographie du Dauphiné : contenant l'histoire des hommes nés dans cette province..., tome 2 (L-Y), Paris, Charavay, 1860 (page 171) (Visible sous Google livres, pas encore sous Gallica).
- « de Moreton de Chabrillan » dans Lainé, Archives généalogiques et historiques de la noblesse de France, ou Recueil de preuves..., Paris, Lainé, 1841, tome 7 (Biographie de François-César en pages 48 à 50 des 75 pages sur cette famille, classée à la lettre M ; visible sous Google livres).